# Ignaz von Szyszyłowicz
Ignaz von Szyszyłowicz (30. srpnja 1857. Granica - 17. veljače 1910. Lavov) je bio poljski botaničar. Rodio se u selu Granica (Sosnowiec).
Pridonio je djelu svesku III.6 Caryocaraceae, Marcgraviaceae, Theaceae, Strasburgeriaceae autora Englera i Prantla Die natürlichen Pflanzenfamilien (porodice biljaka), (Leipzig, 1887.).
Bio je asistentom na botaničkom odjelu carskog i kraljevskog prirodoslovnog muzeja u Beču. Nakon toga (pretpostavlja se da je to bilo 1892.) postao je redovnim profesorom botanike i ravnateljem botaničkog vrta poljodjelske akademije u Dublanyu kod Lavova.
Kad se citira Szyszyłowiczev prinos botaničkom imenu, rabi se oznaka Szyszył. Prije je u uporabi bila i kratica Szysz.